# Осипов, Валентин Осипович
Валентин Осипович Осипов (10 июля 1932, Москва — 11 декабря 2020, Москва) — советский и российский писатель, журналист, издатель.

## Биография
Родился 10 июля 1932 в Москве в семье советского дипломата и разведчика О. Я. Осипова и врача Л. Л. Гаркиной. Русский.
В 1938 году отец был репрессирован, похоронен на полигоне «Коммунарка». Мать, как член семьи изменника Родины, Особым совещанием приговорена к 8 годам лагерей и ссылке в Казахстан.
Закончил сельскую школу в казахстанском селе и исторический факультет Казахстанского государственного университета. После окончания университета преподавал историю в лесном техникуме города Лениногорск Восточного Казахстана (1955—1957).
Далее работал в республиканской газете «Ленинская смена» (Алма-Ата, 1957—1958), переведен на работу в Москву инструктором сектора печати ЦК ВЛКСМ (Москва, 1959—1961). С созданием Целинного края уезжает в Целиноград, где «с нуля» создает редакцию и организует выпуск краевой газеты «Молодой целинник» (Целиноград, 1961—1962). За короткое время «Молодой целинник» стал одним из самых известных комсомольско-молодежных изданий в СССР.
Через полтора года стал главным редактором издательства «Молодая гвардия» (1962—1974). Затем работал первым заместителем главного редактора журнала «Знамя» (1974—1977), директором издательства «Художественная литература» (1977—1986), председателем Всесоюзного Центра пропаганды художественной литературы при Союзе писателей СССР (1986—1989), директором издательства «Раритет» (1989—2005).
В 2012 году в связи с 80-летним юбилеем удостоен поздравления Руководителя Администрации Президента РФ.
Собранный за долгие годы издательской и писательской деятельности архив (переписка, рукописи и др.) составили отдельный фонд в РГАЛИ.
Умер 11 декабря 2020 года после продолжительной болезни.

## Издательская деятельность
В период руководства издательствами «Молодая гвардия», «Художественная литература» и «Раритет» было выпущено более 14 тысяч названий книг тиражом почти 3 миллиарда экз. Соучаствовал в выпуске серии «Жизнь замечательных людей», «Библиотека всемирной литературы» (300 томов) и 2-томного издания «Европа на пороге III тысячелетия» совместно с ФРГ, инициировал создание отдела из 4-х редакций «Ровесник» (книги для подростков), редакционного комплекса по выпуску книг молодых писателей, редакции литературы Испании, Португалии и Южной Америки. Начаты книжные серии «Тебе в дорогу, романтик», «Первая книга поэта и прозаика», «Библиотека классики», «Эврика», «Спорт и личность», «Библиотека современной фантастики», «Классики и современность», «Библиотечка избранной лирики» (без ограничения тиража), «Библиотека духовного возрождения», альманахи «Поэзия», «Подвиг», «Африканский» и др. Осуществлены масштабные издания собраний сочинений Л. Толстого и М. Шолохова (тиражом 1 млн экз. каждое), собрание сочинений А. Пушкина тиражом 10 700 00 экз., выпущены в полном виде (без купюр) роман «Они сражались за Родину» М. Шолохова и «Тёркин на том свете» А. Твардовского.
Издательство «Раритет», созданное и возглавляемое В. Осиповым, было известно выпуском книг с благотворительными целями для ветеранов Великой Отечественной войны и для библиотек с ограниченными бюджетами.
Под его руководством и при участии выпущены в свет, в частности, такие уникальные издания, как:
- «Книга исторических сенсаций. Альманах», в содружестве с ИРИ РАН (М.: Раритет. 1993. — 240 с. ISBN 5-85735-066-2);
- «Евангелие в красках Палеха». (М.: Раритет, 1995. — 384 с. ISBN 5-85735-084-0). Творческая мастерская «Палешане» более четырёх лет работала над композициями в традиционном палехском стиле на евангельские темы. «Евангелие в красках Палеха» благословил Патриарх Московского и всея Руси Алексий II. Издание удостоено Государственной премии Российской Федерации 1995 года[15][16][17][18];
- «Венок Натали. Сочинения о поэзии. Стихи. А. С. Пушкин и Мадонна. Очерки биографов. Галерея портретов». Серия «Впервые!» (М.: Раритет. 1999. — 80 с. ISBN 5-85735-093-X);
- «Жизнь Иисуса Христа» (М: Раритет, 2004. — 190 с. ISBN 5-85735-131-6) — миниатюрный складень с иллюстрациями палехских художников[19].

## Общественная деятельность

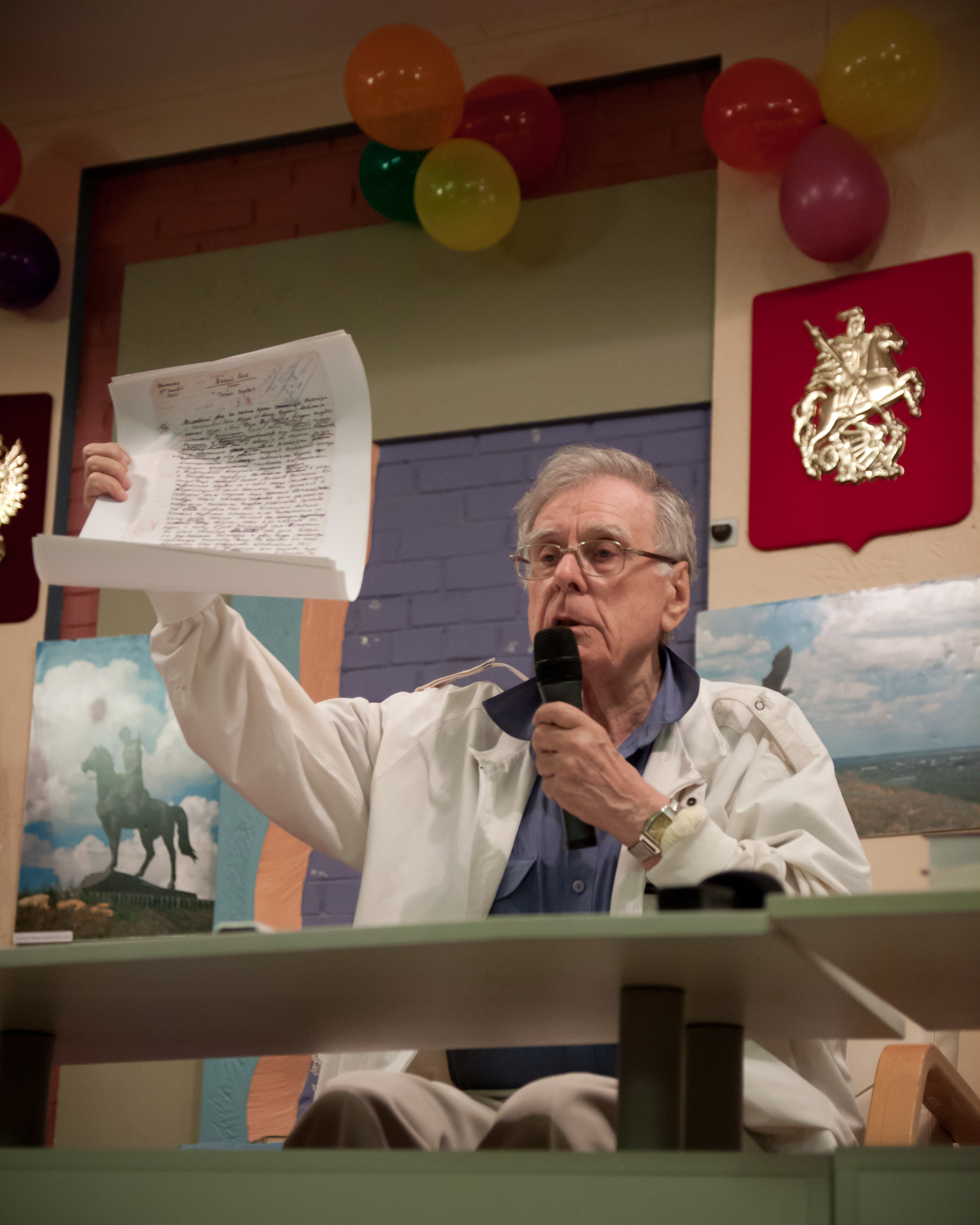
Валентин Осипов демонстрирует рукопись Шолохова (Москва, библиотека им. М. А. Шолохова, 2013)

Член Союза журналистов СССР с 1962, Союза писателей СССР с 1984. Член Высшего творческого совета Союза писателей России
В. Осипов избирался делегатом трёх съездов ВЛКСМ, членом Центральной ревизионной комиссии ВЛКСМ, президиума Европейского Комитета за европейскую безопасность и сотрудничество, исполкома Всесоюзного Общества книголюбов, президиума Общества памяти Митрополита Волоколамского и Юрьевского Питирима, членом Совета общественно-политического движения «Развитие предпринимательства», председателем Совета негосударственных издательств, первым вице-президентом Общества российско-армянской дружбы и сотрудничества, вице-президентом Международного Общественного Благотворительного фонда фонда «Во имя мира и справедливости» (президент Л. Зыкина), членом редколлегий журналов «Знамя», «Дон» и нескольких альманахов, редакционного совета журнала «Наша молодежь», Был экспертом-консультантом Совета при Президенте РФ по делам казачества, членом Высшего творческого совета Союза писателей России, правления Общества любителей российской словесности, бюро общественной организации «Выдающиеся полководцы и флотоводцы отечества».

## Творческая деятельность
Печататься в СМИ начал в 10 классе — первая публикация в республиканской газете «Казахстанская правда» (1949). Первая книга — «Героика будней» (1961).
Основные литературные жанры: документально-художественная проза, биографии, публицистика, а также художественные рассказы.
Автор сценария документального фильма «Политрук Клочков» (ЦСДФ, 1985).
В области документальной прозы проявил себя обнародованием ранее неизвестных страниц биографий Д.Фонвизина, С. Нечаева, А. Пушкина, Л. Толстого, М. Шолохова, Н. Г. Чернышевского, В. Клочкова.
Публицистика посвящена острым проблемам социальной, общественной и культурной жизни, судьбам российской культуры, истории, литературы, книгоиздания.
С конца 1990-х годов проявился как мемуарист: воспоминания о С. Конёнкове, М. Шагинян, Л. Леонове, С. Рерихе, М. Шолохове, Д. Лихачёве, И. Ефремове, правнуке Пушкина — Г. Г. Пушкине, Л. Гудиашвили, Я. Смелякове, В. Астафьеве, митрополите Питириме, Патриархе Алексие II, Ю.Гагарине и др.
Как биограф М. Шолохова, написал 8 книг, более 200 статей, подготовил более 20 докладов на научно-практических конференциях, был ведущим научным сотрудником РГГУ им. Шолохова.
После 25-летней работы закончил книгу «Как Россия узнавала Индию», которая вышла в декабре 2017 г. в издательстве «Вече». Как продолжение и раскрытие одной из тем книги — об отношении великого русского писателя Л. Н. Толстого к Индии, в 2019 году вышла новая книга — «Лев Толстой: во сне и наяву».
Незадолго до кончины подписал в печать новую книгу — «Страсти странника», которая вышла в свет уже после его смерти.

## Награды
- орден Трудового Красного Знамени (03.11.1980)
- орден «Знак Почёта»
- орден преподобного Сергия Радонежского
- Многие медали СССР и РФ, в том числе медаль «За освоение целинных земель», Болгарии, Польши, Казахстана.
- Знак «Отличник печати СССР»
- Более 20 наград общественных организаций
- Грамота митрополита Крутицкого и Коломенского Ювеналия за усердные труды во славу Святой Церкви
- Национальная премия «Лучшие книги и издательства года — 2010» (за книгу «Шолохов» в серии ЖЗЛ)
- Национальная премия «Лучшие книги и издательства года — 2013»[54] (за книгу «Корифеи моего времени. Свидетельства очевидца»)
- Национальная премия «Лучшие книги и издательства года — 2017»[55] (за книгу «Как Россия узнавала Индию. Хроника от древнейших времен до наших дней»)
- Большая литературная премия России (2012)[56] (за книгу «Шолохов» в серии ЖЗЛ)
- Всероссийская Шолоховская премия (2000)
- годовые премии журналов «Смена» и «Молодая гвардия»
- Диплом всероссийского литературного конкурса на лучшее произведение для детей и подростков (2007)
- Диплом III Межрегионального конкурса им. А. Твардовского за статью «А. Твардовский. Как сбрасывают классика с корабля современности»
- специальный приз Всероссийского творческого конкурса «О казаках замолвим слово»[57] и др.

### Газетно-журнальные публикации
Выборочно. Только с 2000 г. опубликовано более 1000 статей в СМИ и около 200 статей в сборниках, альманахах и в виде предисловий. Печатался в «Российской газете», «Известиях», «Правде», «Литературной газете», «Комсомольской правде», «Независимой газете», «Красной звезде», «Церковный вестник», «День литературы», «Слово», «Учительская газета», «Культура», «Президент», «Российский писатель» и др., журналах «Огонёк», «Москва», «Знамя», «Форум», «Наш современник», «Дон», «Журналист» и др.
- Открытое письмо А. Солженицыну. Эмоции или факты. Многодесятилетнее ниспровержение М. Шолохова — есть ли основания? // Независимая газета. — 2000. — 15 января.
- Нужен закон о творческих союзах. // Трибуна. — 2005. — 5 мая.
- Чтобы зло не повторилось. Дополнения к предложению Аллы Гербер. //Россия. — 2005. — 15 декабря.
- На кону — народ. Или имеет ли министр право на ошибку? // Деловой вторник. — 2006. — № 21.
- Как диспансеризация превратилась в дискриминацию. // Известия. — 2007.- № 196.
- Как наше слово отзовется. Об ответственности пишущих и печатающих. // Истоки (альманах). — 2007.
- Интерактивные молчальники. Как 1 ТВ-канал реагирует на критику. // Литературная газета. — 2007. — № 40
- Ни к чему Джульетте лифчик. Одни встревожены: классику не узнать. Другие взывают: без экспериментов искусству не быть. // Трибуна. — 2008.- № 23.
- Команда мудрецов нуждается в пополнении. Представителен ли состав Президентского Совета по культуре и искусству? // Известия. — 2008. — № 59.
- Воссоздать Пушкинское общество. // Парламентская газета. − 2008. — 16 сентября.
- Оскорбление Грузии. Кое-что про миф об оккупации. // Известия. — 2008. — № 195.
- Белые пятна чёрного цвета. О книге Л. Сараскиной «Александр Солженицын». // День литературы. — 2008. — № 11.
- Под гору вскачь, а в гору — хоть плачь. Общество встревожено состоянием образования, но никаких внятных объяснений непродуманным новациям руководитель отрасли Андрей Фурсенко не дает. // Деловой вторник. — 2009. — № 8.
- Методика антилитературы. Размышления о школьных учебниках и позиции министра. // Наш современник. — 2009. — № 8.
- Добро пожаловаться. Почему игнорируется закон о рассмотрении обращений граждан. // Российская газета. — 2010. — № 62.
- Опять двойка? Кое-что о провалах гуманитарного образования. // Слово. — 2010, — № 23.
- Гений русского слова. Он оставил нам в наследство великие книги и пример того, как жить для народа. // Правда. — 2010.- № 53.
- Келейный министр. Проект Закона «Об Образовании» в руках у имитаторов. // Президент. — 2010. — № 20.
- Неудобный закон. Кое-что о КПД Федерального Закона «О порядке рассмотрения обращений граждан РФ». // Наш современник. — 2011.- № 2
- С музой Клио обошлись не по-джентльменски. // Журналист.- 2012.-№ 12.
- В жерновах русофобства. О новой книге Дм. Быкова. // День литературы. — 2013. — № 8.
- Из мира чувств и убеждений. Неизвестный Твардовский. // Литературная Россия. — 2013. — № 39.
- Объединятся ли спасатели русского языка? Заметки публициста в канун первого заседания Совета по русскому языку. // Московская правда. — 2014. — № 279.
- Наболело! Воззвание к неравнодушным — о месте литературы в обществе. // Литературная газета. — 2015. — № 27.
- Идея хороша, но исполнение… — о срыве министерством образования задания Президента по выпуску библиотеки 100 книг для школьников. // Литературная газета. — 2015. — № 21.
- Позор запрету подвига! Ещё раз о покушениях на честь 28 прославленных панфиловцев. // Правда. — 2015. — № 100.
- О бедноте. // Наш современник. — 2016. — № 3.
- Крым в драме и фарсе. Столетней давности свидетельства архивов, газет и мемуаров. // Смена. — 2016. — № 10.
- За сострадание. О необходимости программы социальной справедливости. // Наш современник. — 2019. — № 6.

Вел постоянные рубрики в журналах «Наша молодежь» («Истории без ретуши»), «Литературная учеба» («Классики — молодым писателям»), на «Народном радио» («Отклик писателя»).

### Книги
Выборочно. Не включены ряд книг ранее 1977 г., переиздания, сборники, а также издания на иностранных (болгарском, казахском, немецком, финском, французском, китайском) языках. У книг, вышедших в СССР до 1987 г. включительно, ISBN не указывался.
- Командир 83-го.— М.: Молодая гвардия, 1963
- Дополнение к трем биографиям. — М.: Правда, 1977. — 48 с. — 100 000 экз.
- Жизнь и смерть Василия Клочкова. — М.: Советская Россия, 1979. — 254 с. — 50 000 экз.
- Слово и судьбы. — М.: Молодая гвардия, 1982. — 288 с. — 100 000 экз.
- Политрук Василий Клочков: хроника, поиск, размышления. — М.: Воениздат, 1984. — 239 с. — 65 000 экз.
- Открытый урок. — М.: Правда, 1986. — 64 с. — 80 000 экз.
- Перстень с поля Куликова. — 2-е изд., испр. и доп. — М.: Молодая гвардия, 1987.— 384 с. — 75 000 экз.
- Книга молодости по Шолохову. — М.: Знание, 1987. — 64 с. — 96 970 экз.
- Тайная жизнь Михаила Шолохова. Документальная хроника без легенд. — М.: Либерея, 1995. — 415 с. — 20 000 экз. ISBN 5-85129-010-2
- Писатель и вождь. Переписка М. А. Шолохова с И. В. Сталиным. 1931—1950 годы. Предисловие к книге. — М.: Раритет, 1997. — 159 с. — 8 000 экз. ISBN 5-85735-062-X
- Пять месяцев дороги к Дубосеково. — М.: Раритет, 2001. — 7 000 экз. ISBN 5-85735-151-0
- Зима, весна, лето и Болдинская осень. Жизнь А. С. Пушкина в 1830 году. — М.: Раритет, 2001. — 430 с. — 5 700 экз. ISBN 5-85735-128-6
- Свидетельства очевидца. Из воспоминаний и дневников. — М.: Раритет, 2003. — 640 с. — 5 000 экз. ISBN 5-85735-136-7
- Шолохов. Серия ЖЗЛ. — М.: Молодая гвардия, 2005. — 628 с. — 5 000 экз. ISBN 5-235-02797-3
- Шолохов. Серия ЖЗЛ. — 2-е изд., испр. и доп. — М.: Молодая гвардия, 2010. — 639 с. — 5 000 экз. ISBN 978-5-235-03314-6[58]
- Белая книга: М. А. Шолохов. — М.: Голос-Пресс, 2012. — 320 с. — 3 000 экз. ISBN 978-5-7117-0674-8
- Рак — диагноз дьявольский. Из записок исцеленного. — Спб.: Диля, 2012. — 480 с. — 4 000 экз. ISBN 978-5-4236-0084-6
- Корифеи моего времени. Свидетельства очевидца. — М.: Русский раритет, 2013. — 640 с. — 1 000 экз. ISBN 978-5-7034-0267-2[59]
- Как Россия узнавала Индию. Хроника от древнейших времен до наших дней. — М.: Вече, 2017. — 512 с. — 1 000 экз. ISBN 978-5-9533-6156-9
- Лев Толстой: во сне и наяву. Книга поиска необычных фактов биографии. — М.: Голос-пресс, 2019. — 168 с. — 500 экз. ISBN 978-5-7117-0815-5
- Из России в Индию. Пешком, под парусами и в седле. О 103 путешественниках и 4-х навигаторах. М.: Литрес, 2019. — 340 с.
- Страсти странника. Рассказы, повести, насмешки и усмешки. — М.: Издательский дом «Звонница-МГ», 2021. — 399[1] с. ISBN 978-5-88093-474-4

### Отзывы о книгах
«Белая книга: М. А. Шолохов» — так называется эта необычная работа публициста и литературоведа Валентина Осипова, вышедшая в издательстве «Голос-Пресс». Необычна она тем, что автор взялся кратко обозреть в хронологическом порядке чуть ли не все главные инсинуации против классика русской и мировой литературы Михаила Александровича Шолохова, сопровождая каждую из них своими опровержениями. И вот получилась, как сказано в аннотации, первая в своём роде справочная книга для тех, кто хочет знать правду о несправедливом отношении к Шолохову.
Ищу, с чем сравнить эту книгу («Шолохов». Серия ЖЗЛ). Приходит одно слово — летопись. О жизни Шолохова рассказано от самых первых его дней и до последних. Валентин Осипов вынужден прибегнуть к таком приему: после той или иной главы или подглавки писать нечто вроде постскриптума, «дополнения», выделяя текст курсивом, чтобы конкретизировать уже сказанное, развить мысль. Ему, знатоку, кажется, что и то, и другое, и третье требует пояснений, дополнений, отступлений — и можно только догадываться, сколько еще осталось за рамками этой книги в 600 с лишним страниц… 
Валентин Осипов в своем уже цитировавшемся выше «Открытом письме» пишет более свободно, что тему плагиата опровергли: «убедительной методой математической статистики скандинавские филологи и электронщики». Насколько убедительной была скандинавская «метода», мы поговрим ниже, но сначала приходится сделать одно разъяснение. Электронщик – это человек работающий с электроникой, т. е. с электронными приборами, такими как телевизор, проигрыватель, магнитофон, компьютер – вообще с электронной техникой. В. Осипов имел в виду, наверное, подсчеты и анализ текста, которые проводили скандинавские исследователи с помощью электронно-вычислительных машин. Но к электронике работа скандинавов прямого отношения не имела – это грубая натяжка. Разве Осипов не разбирается в значениях слов, которые использует в своих работах? Скорее другое, мы наглядно видим, что Осипов лукавит, называя скандинавов электронщиками, ему нужен авторитет профессии для того, чтобы отвлечь внимание читателя от сути примененной ими методики. 
Это справочное по своей сути издание («Белая книга: М. А. Шолохов») отнюдь не представляет собой сухой текст. Оно публицистично, написано мастерским писательским пером человека неравнодушного, любящим Шолохова, понимающего, какая это была личность и какой писатель.
В массовое сознание за последние годы было внедрено множество негативных мифов о писателе, на волне ниспровержений всего советского, официально признанного они легко прижились. Весьма устойчиво представление о некоей таинственности, загадочности жизни и творчества М. А. Шолохова. Оно широко эксплуатируется падкими на сенсации журналистами и сознательными недругами писателя. Очень многое из того, что было неизвестным, спрятанным в секретных архивах, осветил в своей «документальной хронике без легенд» биограф, писатель и издатель Валентин Осипов. К сожалению, далеко не все знакомы с его книгой-ответом ниспровергателям «Тайная жизнь Михаила Шолохова».)
В год столетия со дня рождения Михаила Шолохова издательство выпустило биографию писателя в серии «Жизнь замечательных людей». Её автор — Валентин Осипов, лауреат Всероссийской Шолоховской премии, бывший главный редактор «Молодой гвардии». С помощью архивных документов он старается доказать, что Шолохов вовсе не был жрецом соцреализма, каким преподносят его что прежние политизированные учебники, что нынешние политконъюнктурщики.
В «Белой книге» Осипов цитирует книгу Солженицына «Бодался телёнок с дубом», где есть строки против Шолохова. А мне пришла в голову метафора: бодался телёнок против стены лжи. Это была не просто стена, а надолбы и горы окаменелой грязи. Впрочем, Осипов бился не напрасно. Он развалил стену лжи. Осипов абзац за абзацем опровергает ложь, доказывая истину. Сколько терпения, дотошности, технической работы. Но ему помогла любовь к Михаилу Александровичу и вера в то, что, очищая писателя от лжи, он очищает нашу литературу.

## Семья
Жена Маргарита, двое сыновей, трое внуков, правнучка.